# Backsteinbauwerke der Gotik/Verteilung in Brandenburg
Dies ist die interaktive Version der Verteilungskarte zur Liste der Bauwerke der norddeutschen und rheinischen Backsteingotik in Deutschland → Abschnitt zu Brandenburg und Berlin.
Der größte Teil des heutigen Bundeslandes Brandenburg war in der Zeit der Gotik Kerngebiet der Markgrafschaft Brandenburg, die ab 1157 aufgebaut von den Askaniern, nach Aussterben der brandenburgischen Linie dieses Adelshauses zunächst in die Hand der Luxemburger kam und schließlich 1415, immer noch in der Zeit gotischer Baukunst, den Hohenzollern anvertraut wurde.
Die Gebiete östlich der oberen Havel, also östlich von Spandau, kamen zwischen 1230 und 1250 zur Mark Brandenburg. Das war mitten in der Zeit des Übergangs von romanischen zu gotischen Bauformen. Im Südosten hat Brandenburg Anteil an der Lausitz, auch dies schon seit der Herrschaft der Askanier. Einige Gebiete im Südwesten des Bundeslandes gehörten allerdings im Mittelalter zur Mark Meißen und kamen erst nach 1812 durch den Wiener Kongress zum Königreich Preußen, das sie der neu geschaffenen Provinz Brandenburg eingliederte. Der größere Teil der damaligen kursächsischen Gebietsabtretungen kam allerdings zur Provinz Sachsen und gehört heute zu Sachsen-Anhalt.
Im gesamten heutigen Landesgebiet wurde in der Zeit der Gotik Mauerwerk nicht nur aus Backstein, sondern auch aus Feldstein errichtet, im eiszeitlich geprägten Norddeutschland größtenteils kleine Findlinge aus Granit.
Feldsteinbauten waren oft einfacher als Backsteinbauten, aber bei manchen wurden die gesammelten Steine sorgfältig auf Quaderform zurechtgehauen und daraus hochwertiges Mauerwerk errichtet. Bei einer beachtlichen Anzahl von Feldsteinbauten wurden Portale und Fenster in Backstein gefasst oder die Giebel aufwändig mit Backstein gegliedert, so dass es zahlreiche Feldsteinbauten, insbesondere Feldsteinkirchen gibt, die gleichermaßen der Backsteingotik angehören.
| Abbendorf |

| Altfriedland |

| Alt Krüssow |

| Altlandsberg |

| Alt Ruppin |

| Angermünde |

| Arenzhain |

| Bardenitz |

| Barenthin |

| Baruth |

| Bechlin |

| Beelitz |

| Beeskow |

| Belzig |

| Bendelin |

| Berge |

| BERLIN |

| Berlitt |

| Bernau |

| Beveringen |

| Blankenfelde |

| Blumberg |

| Boitzenburg |

| Börnicke |

| Brandenburg |

| Briest |

| Brüssow |

| Buckow |

| Buckow |

| Buberow |

| Burxdorf |

| Buschow |

| Cahnsdorf |

| Calau |

| Chorin |

| Cottbus |

| B.-Dahlem |

| Dahlewitz |

| Dalichow |

| Dedelow |

| Demerthin |

| Demnitz |

| Derwitz |

| Dierberg |

| Doberlug- |

| -Kirchhain |

| Döllen |

| Düpow |

| Eberswalde |

| Egsdorf |

| Falkenhagen |

| Falkenwalde |

| Fergitz |

| Flatow |

| Frankena |

| Fran- ken- dorf |

| Frankenfelde |

| Franken- förde |

| Frankfurt |

| Freienwalde |

| Freyenstein |

| Friedersdorf |

| Fröhden |

| Fürstenberg (Eisenhüttenstadt) |

| Fürstenwalde |

| Gartz |

| Garz |

| Gnewikow |

| Golm |

| Gortz |

| Goßmar H. |

| Goßmar S. |

| Gottberg |

| Gramzow |

| Gransee |

| Gr. Gottschow |

| Gr. Machnow |

| Gr. Leppin |

| Gr. Schönebeck |

| Gr. Welle |

| Gruhno |

| Grüntal |

| Gulow |

| Guten- paaren |

| Heiligengrabe |

| Hermersdorf |

| Herzberg |

| Herzberg |

| Hennickendorf |

| Himmelpfort |

| Hönow |

| Hohengüstow |

| Hohennauen |

| Hohenseefeld |

| Holzhausen |

| Jüterbog |

| Kemnitz |

| Ketzür |

| Klein Gottschow |

| Kleinmachnow |

| Kletzke |

| Komptendorf |

| Krampfer |

| Kränzlin |

| Krassig |

| Kreblitz |

| Kremmen |

| Kriele |

| Krugau |

| Krummensee |

| Kyritz |

| Legde |

| Lehnin |

| Lenzen |

| Leuthen |

| Lichtenberg |

| Lichterfelde |

| Liebenwerda |

| Lieberose |

| Liedekahle |

| Lietzen |

| Lindena |

| Lindenberg |

| Lindenberg |

| Lübben |

| Lübbenow |

| Luckau |

| Luckenwalde |

| Lychen |

| Markau |

| Marienfließ |

| Marzahne |

| Mechow |

| Mittenwalde |

| Mödlich |

| Mühlberg |

| Müncheberg |

| Nauen |

| Nebelin |

| Nechlin |

| Netzow |

| Neuendorf |

| Neuenhagen |

| Neuhausen |

| Neuruppin |

| Niederseefeld |

| Ndr. Neuendf. |

| Paplitz |

| Paserin |

| Passow |

| Pechüle |

| Perleberg |

| Pessin |

| Pinnow b. A. |

| Pinnow (Gerswalde) |

| Pinnow |

| Plattenburg |

| Plaue |

| Preddöhl |

| Prenzlau |

| Prießen |

| Pritzwalk |

| Pröttin |

| Quitzöbel |

| Quitzow |

| Radensleben |

| Radewege |

| Rathenow |

| Rauen |

| Reichenwalde |

| Retzow |

| Ringenwalde |

| Rönnebeck |

| Rosen- hagen |

| Roskow |

| Rossow |

| Rottstock |

| Sachsendorf |

| Sadenbeck |

| Sarnow |

| Schlabendorf |

| Schlalach |

| Schlenzer |

| Schmergow |

| Schmetzdorf |

| Schönborn |

| Schönerlinde |

| Schönhagen |

| Schrepkow |

| Schweinrich |

| Seegefeld |

| Selbelang |

| Senftenberg |

| Söllenthin |

| Spaatz |

| Spandau |

| Steinkirchen |

| Burg Stolpe |

| Storkow |

| Stralau |

| Sükow |

| Tacken |

| Templin |

| Teupitz |

| Tornow |

| Trebenow |

| Trebbin |

| Trebbus |

| Tremmen |

| Treuenbrietzen |

| Uenze |

| Vehlin |

| Vehlow |

| Vielitz |

| Viesen |

| Vietznitz |

| Viesecke |

| Warchau |

| Werder |

| Werenzhain |

| Wiesenburg |

| Wildberg |

| B. Wilsnack |

| Wittstock |

| Daberburg |

| Wriezen |

| Wulfersdorf |

| Wulkow |

| Wulkow |

| Wusterhausen |

| Wutike |

| Zachow |

| D. Zechlin |

| Zernitz |

| Ziesar |

| Kloster Zinna |

| POTSDAM |

Die Unterschiede in der Materialverwendung zwischen mittelalterlichen Zentren und Dörfern und zwischen verschiedenen Regionen sind in dieser Verteilungskarte (aber nicht in den meisten anderen Verteilungskarten des Listenwerks Backsteinbauwerke der Gotik) durch unterschiedliche Farben der Ortsmarken verdeutlicht. Wo es gotische Backsteinbauten mit unterschiedlicher Materialverteilung an einem Ort gibt, sind diese durch Sektoren der Ortsmarke angedeutet.
| Insgesamt gotisch: im Wesentlichen gotisches Gebäude fast ganz aus Backstein Gebäudeteile aus Stein und Gebäudeteile aus Backstein weniger Gebäudeteile aus Stein und als aus Backstein Stein mit Kanten und Verzierungen aus Backstein gotischer Backsteinbau mit Verzierungen aus Stein | Romanische und gotische Gebäudeteile: romanische und gotische Telle fast ganz aus Backstein ältere Teile aus Stein, gotische aus Backstein ältere Teile aus Stein, gotische aus Stein mit etwas Backstein altere und neuere Teile aus Stein mit etwas Backstein romanisch mit wenig Backstein, gotisch Stein und viel Backstein romanisch aus Backstein, gotisch Stein mit etwas Backstein | Mittelalterliche Bauten mit erheblichen späteren Veränderungen: romanische und gotische Telle fast ganz aus Backstein gotische Teile fast ganz aus Backstein romanische Teile aus Stein, gotische aus Backstein gotische Teile aus Stein und viel Backstein gotische Teile aus Stein mit etwas Backstein |